# باغ سیمانی
باغ سیمانی (انگلیسی: The Cement Garden) نام رمانی‌ست نوشتهٔ ایان مک‌یوون که سال ۱۹۷۸ در بریتانیا منتشر شد. در سال ۱۹۹۳ از روی این کتاب فیلمی به همین نام ساخته شد.
در ایران نشر آموت این کتاب را در سال ۱۳۹۲ با ترجمهٔ وحید روزبهانی منتشر کرده است.